# وهيبة ملكة الغجر (فلم)
وهيبة ملكة الغجر هو فيلم مصري عرض عام 1951، بطولة كوكا وعبد العزيز محمود، ومن إخراج نيازي مصطفى.

## قصة الفيلم
يطرد أدهم بك صاحب الأرض مجموعة الغجر الذين كانوا يعيشون على الفلاحة وزرع الأراضي، فتقابل مجموعة الغجر قرار الطرد بزعامة (قنديل) بخطف ابنته الصغيرة، ليبدأ (شريف) ابن (أدهم) في البحث عن الطفلة، مستغلًا حب الفتاة الغجربة وهيبة له والتي وعدها بالزواج، فتبدأ في مساعدته، لتتصاعد الأحداث.

## طاقم التمثيل
- كوكا
- عبد العزيز محمود
- جمال فارس
- محمود شكوكو
- فؤاد الرشيدي
- وداد حمدي
- رياض القصبجي
- رفيعة الشال
- زكي إبراهيم
- شريف حمودة
- صوفي ديمتري
- عايدة كامل
- عبد الحميد بدوي
- أحمد عامر
- ميمي عساف
- ميمي عزيز
- محمود الزهيري
- بترو طنوس
- علية فوزي
- شلاضيمو

## فريق العمل
- إخراج: نيازي مصطفى
- قصة: محمد كامل حسن المحامي، نيازي مصطفى
- سيناريو: نيازي مصطفى
- حوار: بيرم التونسي، حسن توفيق
- تصوير: أوهان
- مونتاج: جلال مصطفى
- إنتاج: أفلام النسر الشرقي
- توزيع: مكتب أفرا موسى للتوزيع
- تأليف الأغاني: بيرم التونسي، حسن توفيق، إبراهيم كامل رفعت، سعيد أبو النصر
- ألحان وغناء: عبد العزيز محمود